# Museumsstraßenbahn

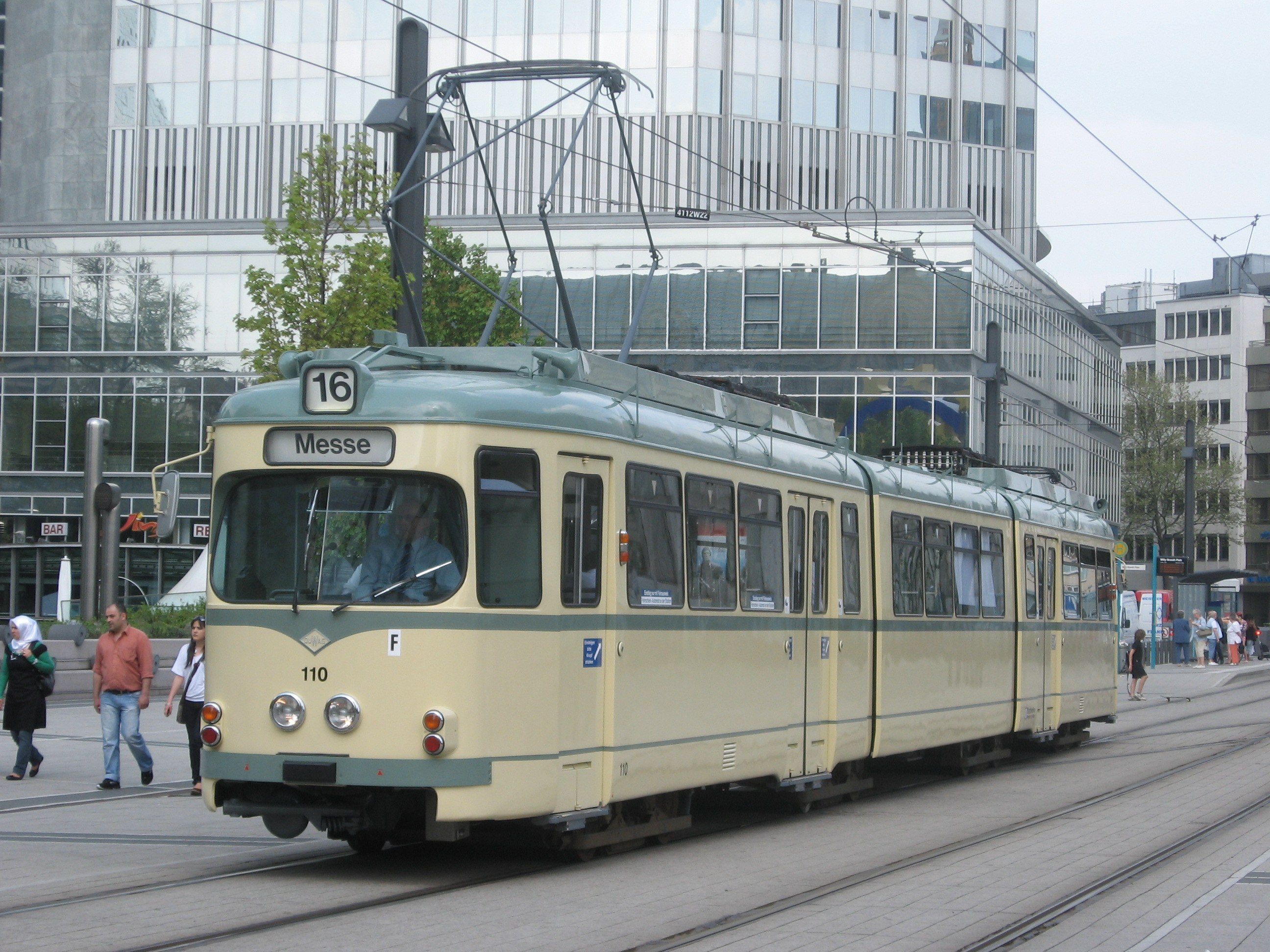
Der 2009 restaurierte O-Wagen 110 der Frankfurter Straßenbahn bei einer Sonderfahrt am 15. April 2009

Das Wort Museumsstraßenbahn bezeichnet einen Straßenbahnbetrieb mit Museumsfahrzeugen, in der Umgangssprache jedoch auch – wie das Wort Straßenbahn – einen historischen Straßenbahnwagen.
Die Straßenbahn oder die Tram (in der Schweiz: das Tram) gibt es in Deutschland seit 1865, zunächst als Pferdebahn, später auch als Dampfstraßenbahn und ab 1881 als elektrische Bahn. Straßenbahnen trugen bis in die 1930er Jahre in allen großen und vielen kleineren Städten die Hauptlast des Personenverkehrs. Als wichtiger Faktor städtischer Entwicklung und als Zeugnis regionaler Geschichte wird daher auch Straßenbahngeschichte museal aufbereitet und werden historische Straßenbahnwagen museal erhalten, bei Straßenbahnmuseen oder Museumsstraßenbahnen, in Museumssammlungen, als Einzelfahrzeuge oder Denkmäler.

## Typisierung

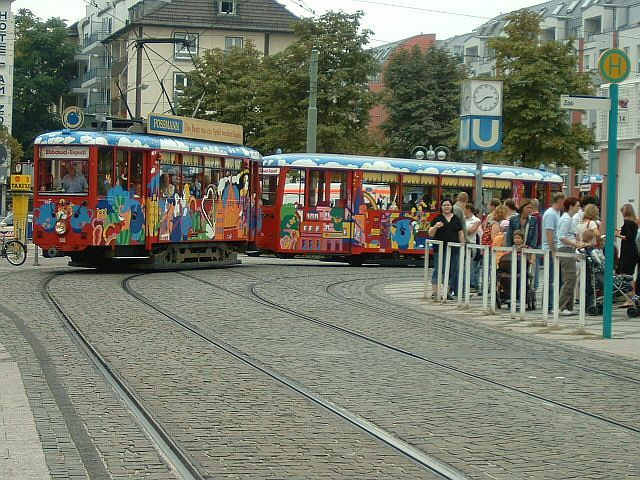
Der Ebbelwei-Expreß, als Museumsstraßenbahn in Frankfurt am Main

### Museumssammlungen
Museumssammlungen sind Sammlungen von Straßenbahn-Trieb- und Beiwagen und anderen Exponaten, die nicht immer öffentlich zugänglich und durchaus auch ohne eigene Ausstellung hinterstellt sind – z. B. als Teil eines Museums oder der Fahrzeugsammlung einer Museumsbahn.
Nahezu alle Straßenbahnbetriebe besitzen Museumswagen. Lediglich die größeren oder ehemals großen Betriebe besitzen umfangreichere Sammlungen mit mehreren Fahrzeugen, die verschiedene Zeitabschnitte der Verkehrsgeschichte dokumentieren.
In Deutschland besitzen die Berliner Verkehrsbetriebe BVG die größte und reichhaltigste regionale Sammlung, mit der die Straßenbahn in Berlin von der ersten Pferdebahn (1865) über die Vielzahl einzelner ehemals selbstständiger Straßenbahnen 'Groß-Berlins' und über die unterschiedliche Entwicklung in der geteilten Stadt bis in die 1990er Jahre gezeigt werden kann. In Österreich ist die Sammlung der Wiener Verkehrsbetriebe vergleichbar, mit Fahrzeugen von der Pferdebahn über Dampftramway, Wiener Elektrische Stadtbahn bis zu den Gelenkwagen der 1960er Jahre, ergänzt um Oberleitungsbusse und Omnibusse. Der Bereich Tirol, sowohl was das heutige Nord- und Südtirol, als auch Teile des Trentino betrifft, wird durch die Sammlungen der Tiroler MuseumsBahnen in Innsbruck abgedeckt. In deren Fahrzeug- und Fotosammlungen und Planarchiven sind diese zum Teil in der altösterreichischen kuk Vergangenheit entstandenen Bahnen dokumentiert.
Überwiegend handelt es sich um lokal oder regional ausgerichtete Sammlungen. Die einzig nationale Museumssammlung in Deutschland wird vom Hannoverschen Straßenbahn-Museum unterhalten und stellt die Straßenbahnentwicklung von der Pferdebahn bis zu den Großraum- und Gelenkwagen der 1960er Jahre dar.

### Museumsstraßenbahnen
Museumsstraßenbahnen bieten als Museumsbahnen regelmäßigen Fahrbetrieb mit historischen Fahrzeugen auf noch öffentlich genutzten oder nur mehr im Museumsbetrieb befahrenen Strecken. Der Fahrbetrieb läuft nach Fahrplan auf festen Oldtimer-Linien, wie in Stuttgart, Frankfurt am Main (siehe Ebbelwei-Expreß und Lieschen (bis 2013)), Nürnberg (siehe Historisches Straßenbahndepot St. Peter) oder Zürich (siehe Tram-Museum Zürich), in Form von Stadtrundfahrten, wie in Düsseldorf, Wien und Innsbruck, oder auf eigenen Museumsstrecken, so in Schönberg bei Kiel beim Verein Verkehrsamateure und Museumsbahn (VVM), den Strecken des Hannoverschen Straßenbahn-Museums (HSM) in Sehnde bei Hannover und dem Bergischen Straßenbahnmuseum (BSM) in Wuppertal-Kohlfurt. Ein seltener Fall ist die Errichtung einer kompletten Neubaustrecke, wie in Schönberg oder im steirischen Mariazell.

### Straßenbahnmuseen
Straßenbahnmuseen präsentieren als Museen Teile ihrer Sammlung – Fahrzeuge und/oder andere Exponate zur Straßenbahngeschichte – in ständigen Ausstellungen. Das Spektrum reicht dabei von kleinen Ausstellungsräumen – wie in Mannheim, über abgetrennte Bereiche in noch genutzten Betriebshöfen – wie in Bremen, bis zu eigenständigen kleineren und größeren Museumshallen auf ehemaligen Betriebshöfen – z. B. in Chemnitz, Dresden, Frankfurt, Leipzig, Stuttgart, Köln, Nürnberg oder Innsbruck. Das größte Museum dieser Art ist nach Eigenangaben das Verkehrsmuseum Remise in Wien.
Fast alle Museen mit eigenen Fahrzeugen bieten auch Museums-Fahrbetrieb an, eine Minderheit präsentiert bisher eine ausschließlich stationäre Ausstellung historischer Fahrzeuge. Die Aufarbeitung einzelner Museumsexponate ist aber vorgesehen.
Die Verkehrsgesellschaft Frankfurt am Main bietet bei einmaligen oder regelmäßigen Veranstaltungen wie dem Deutschen Turnfest 2009, der Nacht der Museen oder dem Tag der Verkehrsgeschichte Planbetrieb mit betriebsfähigen historischen Fahrzeugen an.
Teil solcher Ausstellungen sind manchmal Modellbau-Anlagen des früheren Betriebs, zum Teil in der Modul-Bauweise.

## Entwicklung in Deutschland

### Frühphase
Schon vor dem Ersten Weltkrieg und verstärkt in den 1920er Jahren bewahrten einige Verkehrsbetriebe ältere Wagen als Museumsfahrzeuge auf, z. B. in Berlin, Dortmund, Düsseldorf, Hannover und Leipzig. In Nürnberg wurde bereits 1903 damit begonnen, historische Wagen und Exponate in einem nichtöffentlichen Straßenbahnmuseum der Nachwelt zu erhalten. Sogar der Restaurierung wandte man sich dort schon früh zu: Im Jahr 1909 wurde der erste Pferdebahnwagen restauriert und ist bis heute erhalten. Es waren vor allem einzelne Verantwortliche in Verkehrsbetrieben, die sich für den Erhalt historischer Straßenbahnen einsetzten – schieden diese Personen aus dem Unternehmen aus, waren auch die Fahrzeuge gefährdet.
Soweit bekannt, wurden die vorhandenen historischen Fahrzeuge kaum durch den Zweiten Weltkrieg betroffen, in den 1950er und 1960er Jahren wurden jedoch einige bereits als Museumsfahrzeuge erhaltene Wagen mangels Interesse durch Verkehrsbetriebe verschrottet (so bei der Rheinbahn AG Düsseldorf). In Hannover hingegen gab es in den 1950er Jahren ein kleines, allerdings nicht öffentliches Straßenbahnmuseum mit historischen Fahrzeugen und weiteren Exponaten, das aber nach einigen Jahren wieder aufgegeben wurde.

### Seit den 1960er Jahren
Private Initiativen und Vereine entstanden vor allem ab Ende der 1960er Jahre, zumeist lose oder enger angelehnt an die örtlichen Verkehrsbetriebe. Die meisten Initiativen schlossen sich eng an Verkehrsbetriebe an und bemühten sich, historische Wagen vor Ort zu erhalten. Der Verkehrsbetrieb konnte fortan durch die ehrenamtliche Betreuung der Fahrzeuge von einem Teil der Kosten befreit werden. Vielerorts konnten nicht nur die vorhandenen Fahrzeuge vor der Verschrottung bewahrt, sondern weitere Wagen wieder zurückgeholt und restauriert werden. Aber generell blieben die Fahrzeuge, speziell die betriebsfähigen Wagen, im Besitz der Verkehrsunternehmen. Sehr erfolgreiche Initiativen bildeten sich in Nürnberg, wo sich seit 1985 das Historische Straßenbahndepot befindet, und in Stuttgart, dort wurde 1989 das Straßenbahnmuseum Gerlingen eröffnet, das 1995 nach Zuffenhausen in ein wesentlich größeres Areal umziehen konnte. Die beiden schon etwas größeren Museen werden von privaten, den jeweiligen Verkehrsbetrieben aber nahestehenden Vereinen betrieben.
Zunächst angeschlossen an, aber später weitgehend unabhängig von Verkehrsbetrieben entstanden ehrenamtliche Initiativen in Hamburg – aus der später der Verein Verkehrsamateure und Museumsbahn e. V. (VVM) hervorging, in Hannover, aus der das Deutsche Straßenbahnmuseum Hannover e. V. (DSM) entstand, und in Wuppertal, die späteren Bergischen Museumsbahnen Wuppertal e. V. (BMB). Waren die übrigen Unternehmungen am Erhalt lokal bedeutender Fahrzeuge interessiert, so bildeten diese drei Vereine überregionale Sammlungen: Der VVM in Schönberg bei Kiel mit dem Schwerpunkt Hamburg / Schleswig-Holstein, die BMB mit einer Sammlung aus der Region Rhein-Ruhr-Wupper und lediglich das DSM mit einer nationalen Sammlung aus allen Teilen West-Deutschlands.

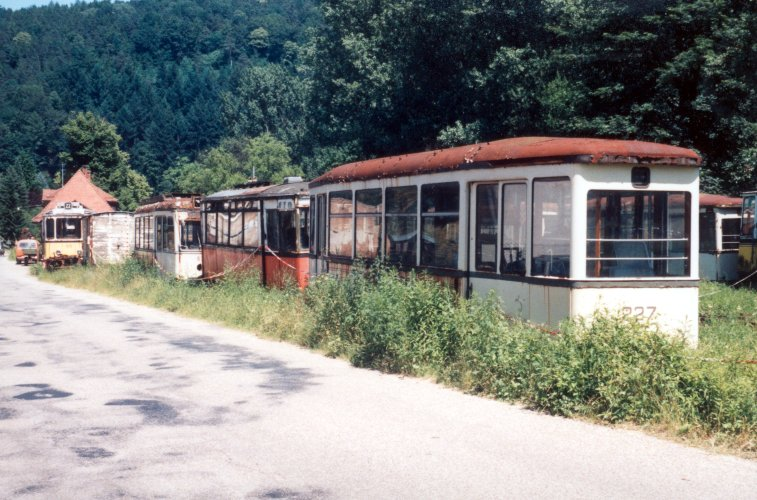
Verrottende Reste in Schönau 1995

Verschiedene Initiativen scheiterten im Laufe der Zeit – an mangelndem Interesse von Gemeinden, an Auseinandersetzungen innerhalb der Initiative oder mit den Verkehrsunternehmen, oder auch an einer Selbstüberschätzung der Verantwortlichen.

### Die aktuelle Situation in Deutschland
Heute werden fast alle historischen Wagen bei Verkehrsbetrieben von ehrenamtlichen Mitarbeitern oder Vereinen betreut – jedoch in sehr unterschiedlicher Ausprägung. Dürfen manche Vereine 'ihre' Wagen nur pflegen, so sind sie in anderen Betrieben maßgeblich an der Aufarbeitung der Fahrzeuge beteiligt und führen auch den Fahrbetrieb ehrenamtlich durch.
Ideenreichtum bei der Vermarktung der Exponate der Museen kann zumindest einen Teil der Kosten wieder erwirtschaften – so in Magdeburg durch Stadtrundfahrten mit Kleinkunst und Theater an Bord – eine rein statische Ausstellung wie in Frankfurt ist entsprechend schwieriger zu vermarkten. Innerstädtische Tunnelstrecken, Hochbahnsteige und Umspurungen schränken jedoch in vielen westdeutschen Städten die Routenwahl für Stadtrundfahrten mit historischen Straßenbahnen immer mehr ein und machen diese mitunter sogar unmöglich.

## Überregionale Straßenbahnmuseen und Museumsstraßenbahnen
- Hannoversches Straßenbahn-Museum e. V. (HSM)

Das HSM unterhält ein Straßenbahnmuseum und Museumsfahrbetrieb auf dem Gelände eines ehemaligen Kalibergwerks südöstlich von Hannover. Die Museumssammlung besteht aus Fahrzeugen aus allen Teilen Deutschlands, bereichert durch einige ausländische Museumswagen. Zusätzlich gibt es eine Modulanlage/Modellstraßenbahn, deren Ursprünge in Hamburg zu finden sind.
- Aumühle bei Hamburg – Verein Verkehrsamateure und Museumsbahn e. V. (VVM)

Der VVM betreibt ein kleines Eisenbahnmuseum bei einem Lokschuppen in Aumühle östlich von Hamburg und unterhält eine Museumseisenbahn und eine Museumsstraßenbahn in Schönberg nordöstlich von Kiel. Die Straßenbahnsammlung besteht aus Fahrzeugen aus Schleswig-Holstein und Hamburg ergänzt mit einzelnen Fahrzeugen aus Hannover, Braunschweig und Berlin, gefahren wird auf einer 1993 eröffneten Neubaustrecke mit Normalspur und 1100-mm-Spur (Kiel, Lübeck, Braunschweig).
- Bergisches Straßenbahnmuseum Bergische Museumsbahnen Wuppertal e. V. (BMB)

Die BMB betreiben eine 3,2 km lange Museumsstraßenbahn auf einem Teil der ehemaligen Wuppertaler Straßenbahnlinie 5 (Elberfeld-Solingen). Die Fahrzeugsammlung besteht aus Meterspur-Straßenbahnwagen aus der Region Rhein-Ruhr-Wupper.
- Nahverkehrsmuseum Dortmund

Die Fahrzeugsammlung besteht aus Normalspur-Straßenbahnwagen und einigen alten Bussen aus dem Raum Dortmund. Auf einer etwa 7 km langen Strecke aus ehemaligen Zechen- und Industriegleisen findet Museumsfahrbetrieb statt. Da die Strecken nicht elektrifiziert sind, werden die Triebwagen durch angehängte Generatorwagen mit Strom versorgt.
- In Döbeln gibt es das Deutsche Pferdebahnmuseum,

abschnittsweise fahren auf einem 2007 verlegten Teilstück wieder historische Wagen.